# Christoph Stark (Politiker)

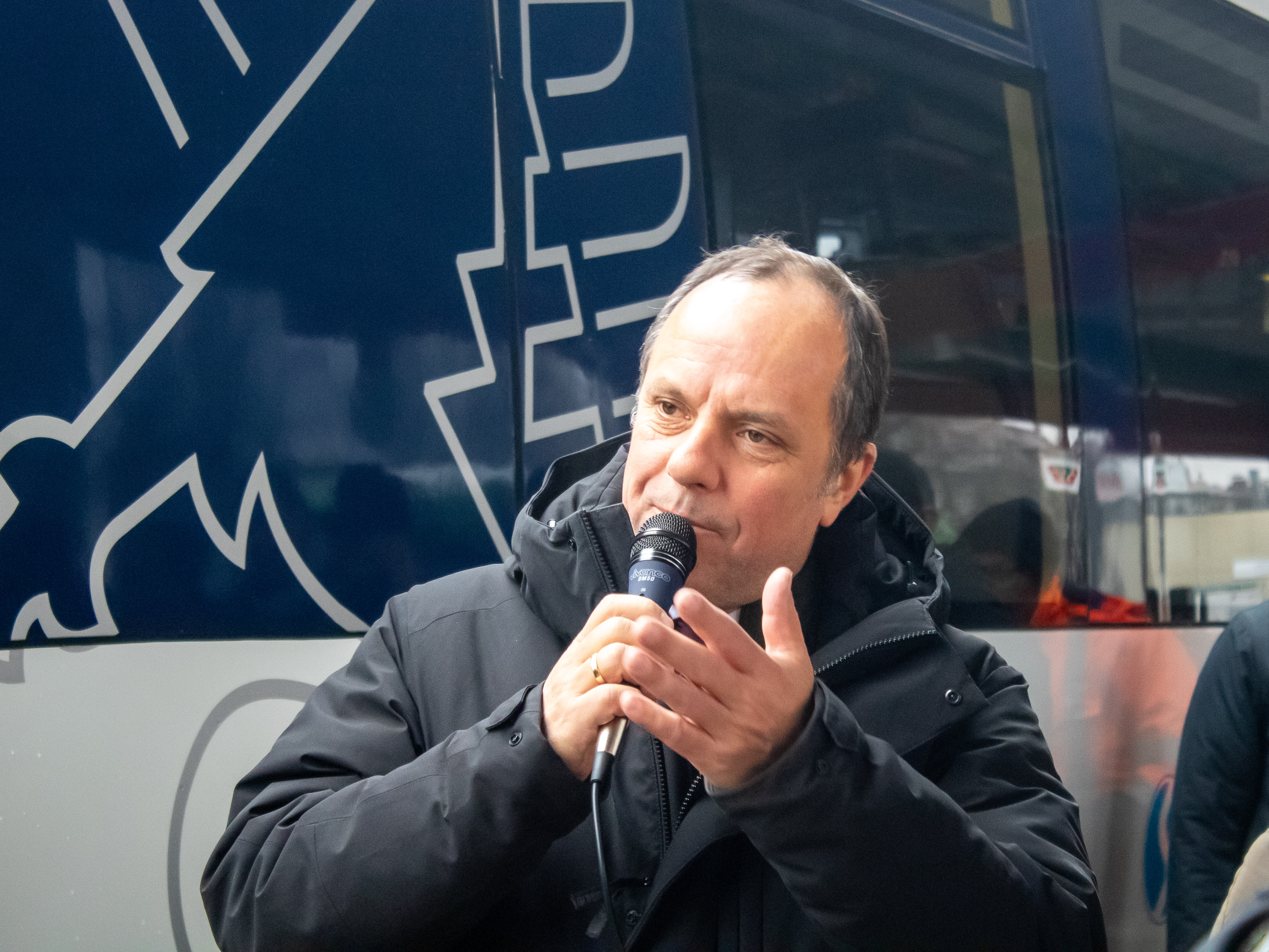
Christoph Stark (2024)

Christoph Stark (* 1. April 1967 in Gleisdorf, Steiermark) ist ein österreichischer Politiker (ÖVP), seit 2000 Bürgermeister von Gleisdorf und seit 2017 Abgeordneter zum Nationalrat.

## Leben
Christoph Stark, geboren und aufgewachsen in Gleisdorf, inskribierte nach der Matura an der Technischen Universität Graz, an welcher er zunächst Toningenieurwesen studierte. Er wechselte jedoch an die Karl-Franzens-Universität, um dort Rechtswissenschaften zu studieren. Da er Vater wurde, beendete er das Studium nicht.
Im Jahr 1987 wurde er Angestellter an der Bezirkshauptmannschaft für den Bezirk Weiz. Dort arbeitete er in der Abteilung für Strafsachen. Mit der Zeit hielt die EDV im Bereich der öffentlichen Verwaltung immer mehr Einzug. Diese Fachrichtung entwickelte sich zusehends als eigener Bereich, in dem er einige Jahre vorwiegend tätig war. Seit dem Jahr 2009 war er für den Katastrophenschutz im Bezirk Weiz verantwortlich. Seit 2014 ist er im Landesdienst karenziert.
Christoph Stark ist verheiratet. Aus seiner früheren Ehe hat er zwei erwachsene Töchter.

## Politik
Im März 2000 kandidierte Stark für das Amt des Bürgermeisters von Gleisdorf und wurde überraschend gewählt. Am 18. April erfolgte seine Angelobung. Im selben Jahr wurde er Stadtparteiobmann der ÖVP Gleisdorf ebenso Obmann der Energieregion Weiz-Gleisdorf. Seit 2004 ist der Obmannstellvertreter in der Kommunalpolitischen Vereinigung der ÖVP, seit 2007 Vizepräsident des Steiermärkischen Gemeindebundes und seit 2008 Bezirksparteiobmannstellvertreter.
Im Rahmen der steiermärkischen Gemeindestrukturreform wurde Gleisdorf mit den Gemeinden Labuch, Laßnitzthal, Nitscha und Ungerdorf zusammengelegt. Bei der Gemeinderatswahl 2015 kandidierte Stark als Spitzenkandidat in der neuen, größeren Stadtgemeinde Gleisdorf. Er erreichte mit der ÖVP die absolute Stimmenmehrheit und wurde vom Gemeinderat zum Bürgermeister gewählt. Im selben Jahr wurde er Sprecher der Leaderregion „Almenland & Engergieregion“
Im Jahr 2017 kandidierte Stark bei der Nationalratswahl für die ÖVP und wurde aufgrund der Vorzugsstimmen im Wahlkreis Oststeiermark vorgereiht. Er schaffte damit den Einzug ins Parlament mit 10.591 Vorzugsstimmen – den zweit meisten Vorzugsstimmen in der Steiermark.
Bei der Nationalratswahl 2019 kandidierte Stark am ersten Listenplatz der ÖVP des Regionalwahlkreises Oststeiermark und zog erneut in den Nationalrat ein.  Im Nationalrat ist er Mitglied im Budgetausschuss, im Ausschuss für Bauten und Wohnen, im Ausschuss für Wirtschaft, Industrie und Energie sowie im Verkehrsausschuss
Seit dem 24. Februar 2020 ist Christoph Stark Sprecher der 15 steirischen Leader-Regionen.
Bei der Gemeinderatswahl 2020 konnte Christoph Stark die absolute Mehrheit verteidigen und baute den Stimmenanteil von 52,5 % auf 57,9 % aus.